# 1052 Belgica
1052 Belgica là một tiểu hành tinh vành đai chính. Nó được phát hiện bởi Eugène Joseph Delporte ngày 15 tháng 11 năm 1925. Tên ban đầu của nó là 1925 VD. Nó được đặt theo tên nước Bỉ.